# Louis Amalvy
 (février 2023).
Si vous disposez d'ouvrages ou d'articles de référence ou si vous connaissez des sites web de qualité traitant du thème abordé ici, merci de compléter l'article en donnant les références utiles à sa vérifiabilité et en les liant à la section « Notes et références ».
Louis Amalvy, né le 9 décembre 1918 à Arcueil et mort le 29 mars 2003 à Valence, est un peintre et un illustrateur de nationalité française.

## Biographie
Louis Amalvy commence sa carrière artistique en 1938, à l'École nationale supérieure des arts décoratifs de Paris. Pendant la Seconde Guerre mondiale, il a rejoint la Résistance française, ce qui aura un impact sur son travail ultérieur. Il a travaillé comme illustrateur pour les magazines et des livres pour enfants après la guerre, dontLes Aventures du Capitaine Corcoran d'Alfred de Musset.
En 1952 il fréquente l'atelier de Marcel Roche, rue Jadin à Paris, et l'atelier d'Auguste Durand-Rosé.
Il meurt le 29 mars 2003 à Valence.

### Premières manifestations particulières à Valence
- Galerie André Bost en 1950 - 1951 - 1952

### Premières manifestations à Paris
- Salon d'automne : 1952 - 1953 - 1970
- Salon des artistes Indépendants : 1953 à 1971
- Salon les Peintres témoins et leur temps : 1967 - 1972

### Autres salons
- Salon de la peinture française à Melbourne
- Sélectionné pour la Biennale de Menton en 1955 et 1957
- Festival de peinture à Cannes 1956
- Festival de la jeune peinture méditerranéenne : Fondation Clews à La Napoule : 1957
- Salon d'Asnières 1963 - 1964 - 1965 - 1966
- Salon du dessin et de la peinture à l'eau : 1963 - 1964 - 1965
- Salon des Chorégies d'Orange : 1966
- Salon de l’Île-de-France : Musée de Sceaux : 1965 - 1966
- Salon UAP Arcueil 1963 - 1964 - 18965 - 1966

### Expositions
- Galerie André Bost à Valence : 1950 -1951 - 1952 - 1953 - 1957
- Galerie 65 à Cannes : 1955 à 1959
- Galerie Art et gout à Valence 1956 : exposition sous l'égide de la Galerie 65
- Galerie Arlette Chabaud, Avignon : 1957
- Galerie Manfred-Strake 1961 à Düsseldorf
- Galerie Monin, Grenoble : 1962
- Galerie des Trois Mariés, Lyon : 1958.
- Galerie Saint-Placide : 1964 - 1965 - 1966 - 1968
- Galerie du Vieux Belfort : 1966
- Dessins et gouaches à Baltimore : 1964
- Il exécute en 1954, 25 mètres carrés de toiles pour l'Hôtel du Cirque de Gavarnie à Gavarnie
- Galerie L'Ami des lettres, Bordeaux : 1970
- Création du festival de peinture à Saulce-sur-Rhône : 1970
- Galerie Hôtel Coursac à Romans, 1970
- Galerie Jean Battais, Rennes 1972

## Musées
Le Musée des beaux-arts et d'archéologie de Châlons-en-Champagne, collection Mielle, peinture: le Val de la Garde Ademar (Salon des indépendants 1960)